# エドモン・ジャベス

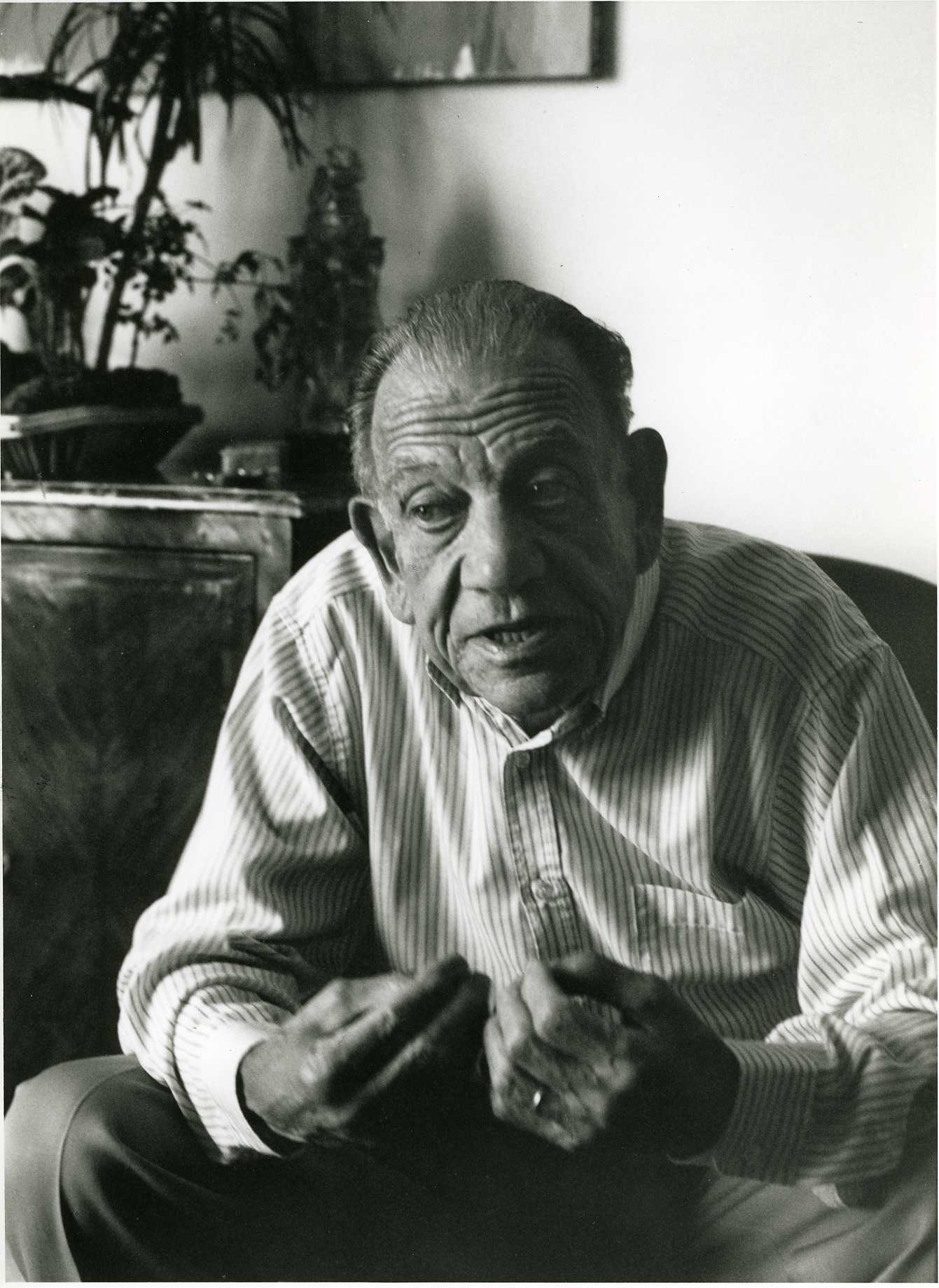
エドモン・ジャベス

エドモン・ジャベス（Edmond Jabès, 1912年4月16日 - 1991年1月2日）は、フランスの詩人。

## 来歴
1912年にエジプトのカイロでイタリア系ユダヤ人として生まれ、フランス語教育を受けて育った。1957年にナセルが政権をとったことから、エジプトを去り、フランスに移住。1967年にフランス国籍取得。
彼の初期の詩集はシュルレアリスムの影響がきわめて著しい。彼はブランショとは似て非なる方法で文学の限界、言語の限界に挑んだ。エジプトに生まれたユダヤ人であるジャベスは砂漠、書物、ノマド、砂、ユダヤ人、空虚、井戸などを存在、言語などの隠喩として好んで使いそのトーラー解釈の註釈の如き断章形式の作品は、彼独自の砂漠の思想が結実している。
ジャベスの思想はユダヤの経典を繙読することにより培われてきたため、ユダヤ的なものに人間の本質を見出すところにある。人間は本質的には流謫の民であり、居場所を持たないものであるということ、その意味で「人間は皆ユダヤ人である」とジャベスは言い、また言語ほど虚しいコミュニケーションはないことに確信し、絶望しながら、言語によって人間であることのアポリアを思考した。
無限に言語を疑い続ける姿勢はデリダ、ブランショ、レヴィナスに絶賛された。レヴィナスは「真の詩人とは住処を持たないものだ」と言ったが、それはジャベスを評しての言葉である。